# Формула Цейса

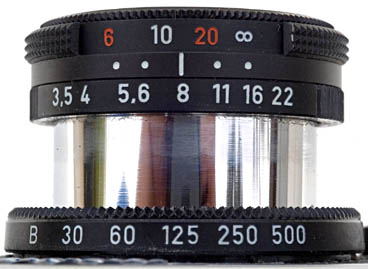
Объектив Carl Zeiss 40 мм Triotar, упоминаемый в пособии Якобсона. Точки обозначают границы ГРИП при f/8 и f/16; точки указывают, что объектив сфокусирован примерно на гиперфокальное расстояние для f/16, около 13 футов (≈3,96 м). Предполагаемый диаметр круга рассеяния, используя, составляет около 0,025 мм.

В фотографической оптике формула Цейса — условная формула для вычисления круга рассеяния при расчете глубины резкости (ГРИП). Формула выглядит следующим образом {\displaystyle c=d/1730}, где {\displaystyle d} — размер диагонали формата камеры, пленки, матрицы или отпечатка, и {\displaystyle c} — максимально допустимый диаметр круга рассеяния.
Формула Цейса является апокрифической в том смысле, что она стала известной концепцией благодаря распространению в Интернете, хотя не имеет официального происхождения, не связана с компанией Carl Zeiss, не признана и не используется в фотоиндустрии за пределами веб-сообщества.
Число 1/1730 получается при диаметре круга рассеяния 0,025 мм на кадре формата 35 мм с диагональю около 43,25 мм (43,25/0,025 — это 1730). Размер круга рассеяния 0,025 мм для этого формата указан в учебнике Якобсона «Фотографические объективы», а 1730 — в его FAQ по фотографическим объективам 1996 г. Якобсон вывел число круга рассеяния 0,025 мм на основе анализа маркировки зоны резкости объектива Zeiss Triotar на Rollei B35 (см. фото). В руководстве к Rollei B35 также указано 0,025 мм круга рассеяния для табличных расстояний ГРИП, хотя там же приведен пример показаний ГРИП, подразумевающий больший круг рассеяния.
К 2001 году термин «формула Цейсса» появился в руководстве к онлайн-калькулятору ГРИП f/calc.
С другой стороны, Zeiss указывает значения d/1000 как традиционный стандарт и d/1500 как современный стандарт.